# Taśma filmowa 70 mm

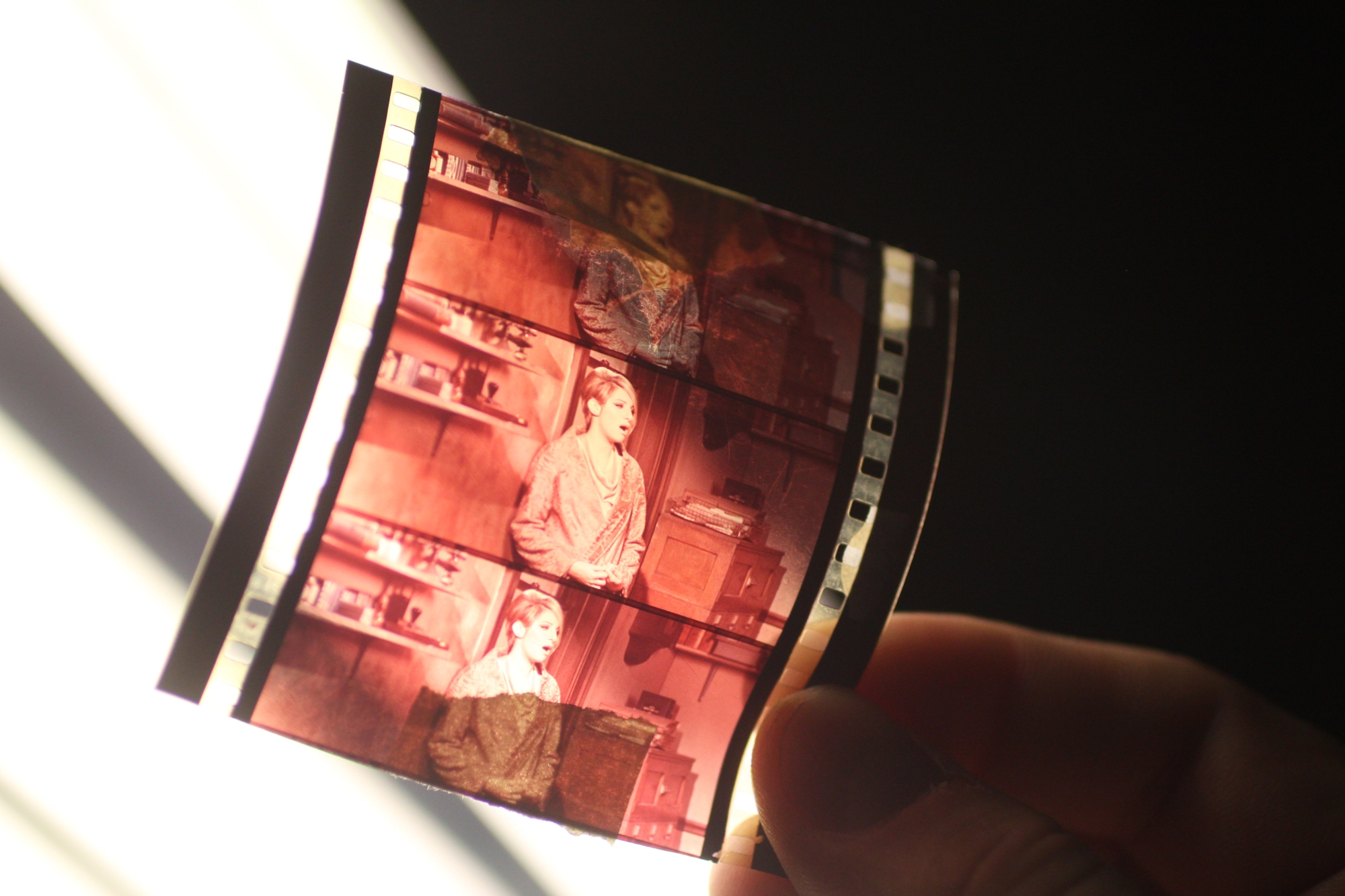
Fragment 70 mm filmu pozytywowego

Taśma filmowa 70 mm – rodzaj taśmy filmowej o wysokiej rozdzielczości używany w kinach przejściowo.
Taśma filmowa 70 mm miała pozwolić na uzyskanie efektu circoramy (półokrągłego ekranu), czyli wrażenia przestrzenności obrazu, i zastosowanie po raz pierwszy w historii kina dźwięku stereofonicznego.
Konstrukcja taśmy zawiera cztery ścieżki dźwiękowe nałożone na nośnik w postaci zapisu magnetycznego (taśma magnetofonowa). Taśma ta była nałożona po obu stronach perforacji, co dawało przesuw około 55 cm na sekundę przy prędkości 24 kadrów na sekundę. Odczyt dźwięku był dokonywany przez cztery głowice magnetyczne, dając widzowi wrażenie przestrzeni w akcji filmu. Same kadry miały wysokość 2,3 cm i szerokość około 5 cm.
W Polsce znane są przeróbki filmów z taśmy 35 mm na 70 mm, takich pozycji jak: Przeminęło z wiatrem, Płonący wieżowiec, Trzęsienie ziemi. Film Dyrektorzy został specjalnie zrobiony w tej technice w latach 70. XX wieku. Projektory stosowane w Polsce do odtwarzania filmów w tej technice były produkowane w NRD pod nazwą Pyrcon UP-700.
U schyłku ery tradycyjnych materiałów światłoczułych, czyli w pierwszej dekadzie XXI w., taśma filmowa formatu 70 mm była używana dosyć rzadko, najczęściej w systemie kinowym IMAX.